# Тубантія (футбольний клуб)
Koninklijke футбольний клуб «Тубантія» (нід. Koninklijke Tubantia Borgerhout Voetbalkring) — бельгійський футбольний клуб з Антверпена, заснований у 1915 році. Виступає у Провінційній лізі. Домашні матчі приймає на стадіоні «Рівірнгоф», місткістю 4012 глядачів.

## Досягнення
- Кубок Бельгії
  - Фіналіст: 1927
- Другий дивізіон Бельгії
  - Фіналіст: 1929–30.